# 赵文锋
赵文锋（1970年7月—），河北平乡人，汉族，中国共产党党员。中华人民共和国政治人物。现任中共张家口市委书记。

## 生平
曾任石家庄市政府副秘书长，后出任石家庄市副市长，石家庄市委常委，秘书长、河北省发展和改革委员会副主任。2021年5月任张家口市代市长，2021年8月当选为张家口人民政府市长。2022年7月出任中共张家口市委书记。